# Station Wezemaal
Station Wezemaal is een spoorweghalte langs spoorlijn 35 (Leuven - Hasselt) in Wezemaal, een deelgemeente van de gemeente Rotselaar.
Aan het spoorwegstation is een bushalte van De Lijn waar bussen naar Leuven en Aarschot stoppen. Tijdens de ochtend- en avondspits stoppen er ook bussen naar Tildonk Sint-Angela en Betekom.

## Nieuwe omgeving
Vanaf eind 2023 zal de omgeving van het station ingrijpend veranderen. De overweg aan de Langestraat wordt vervangen door een autotunnel met aparte fietsstroken en er komt een aparte fietsbrug langs de sporen voor de F25-fietssnelweg. Er komt een nieuwe parking en nieuwe fietsenstallingen. Daarnaast worden ook de perrons vernieuwd en opgehoogd naar de nieuwe standaard van 76 centimeter, dit om het in- en uitstappen gemakkelijker te maken. De werken zullen tot minstens 2025 duren en zullen zo'n 9 miljoen euro kosten.

## Galerij

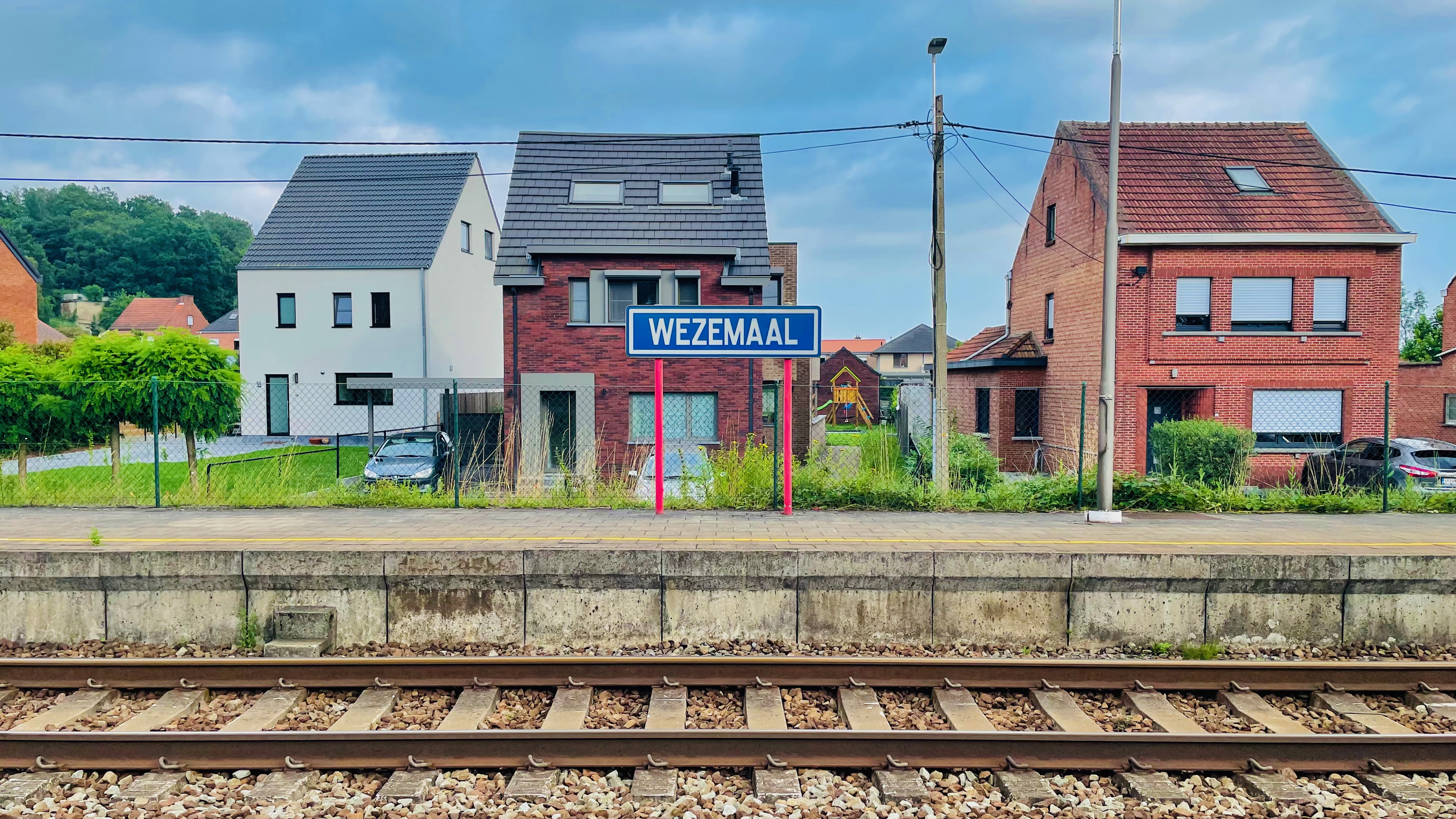
Plaatsnaambord
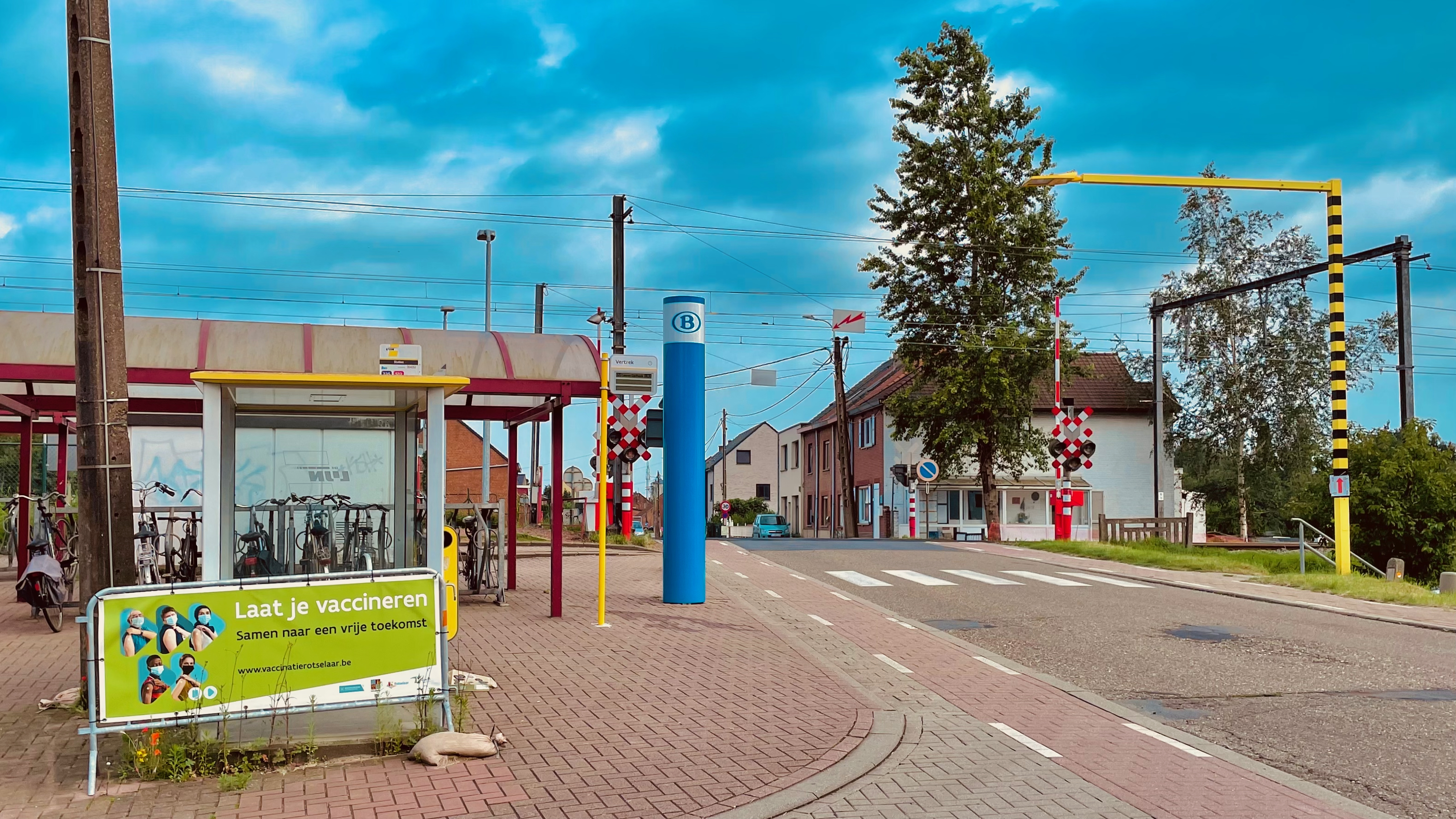
Toegang tot het station
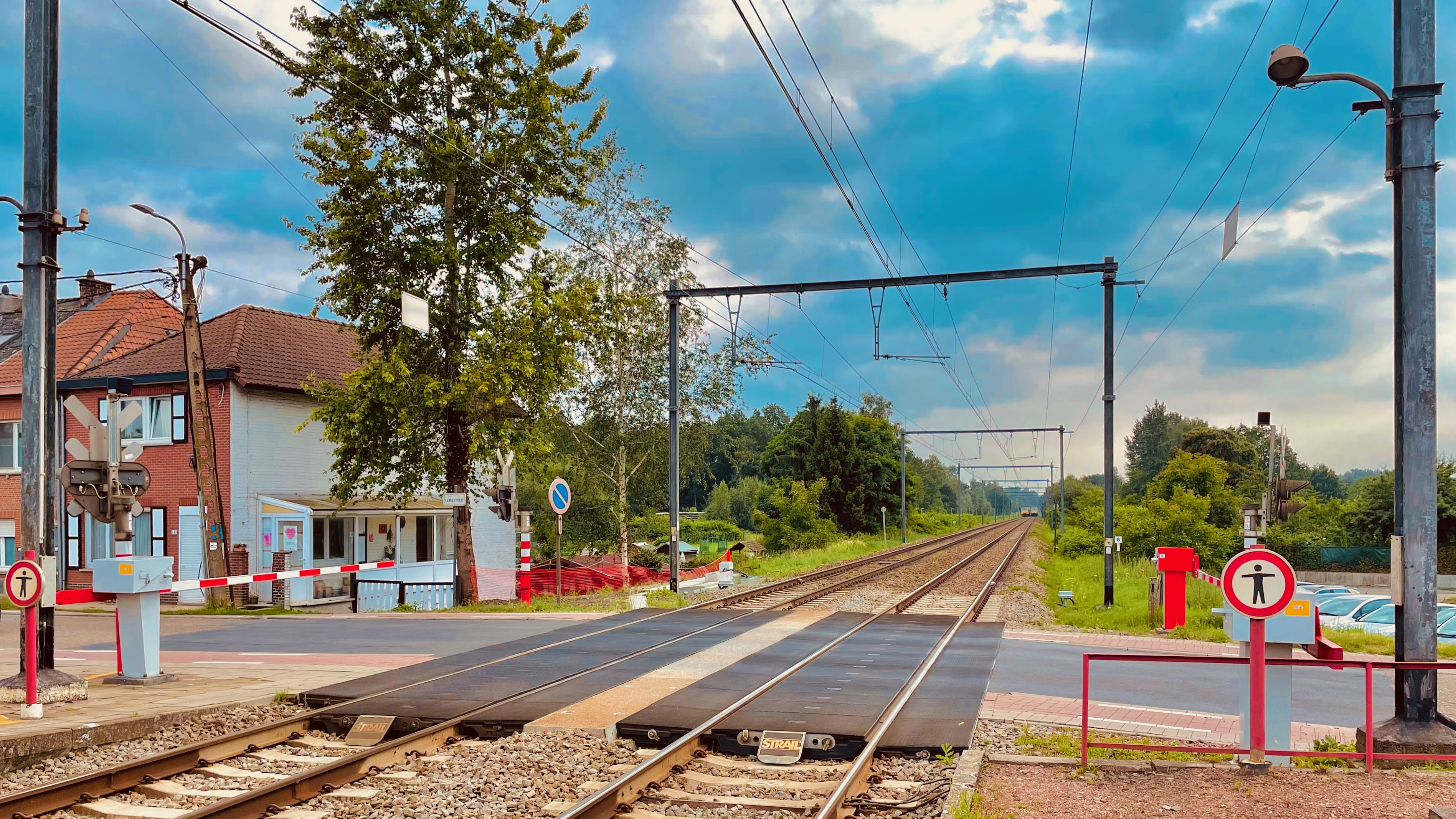
Overweg aan het station
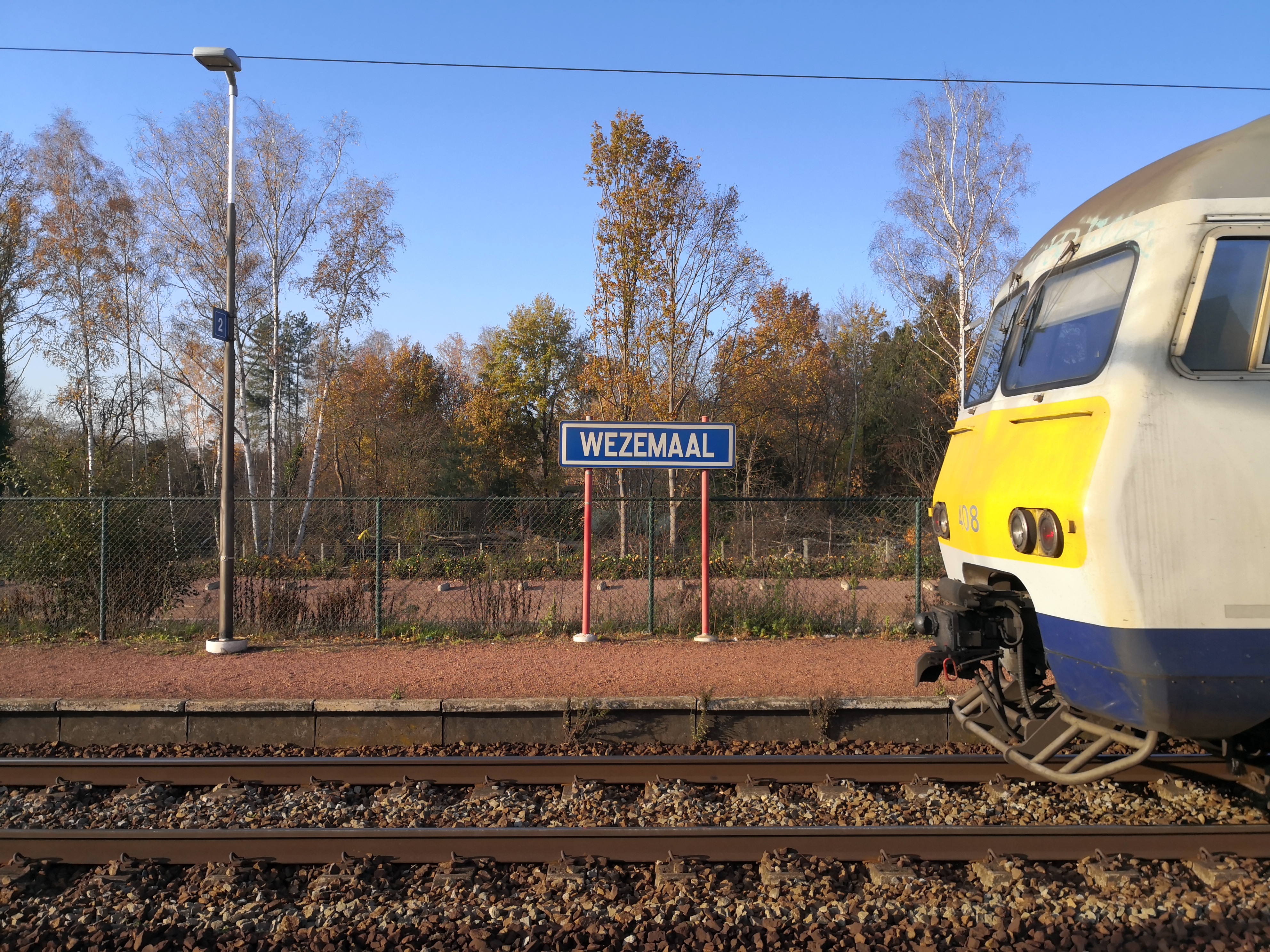
Station Wezemaal in 2020 met MS80 "Break"-trein.
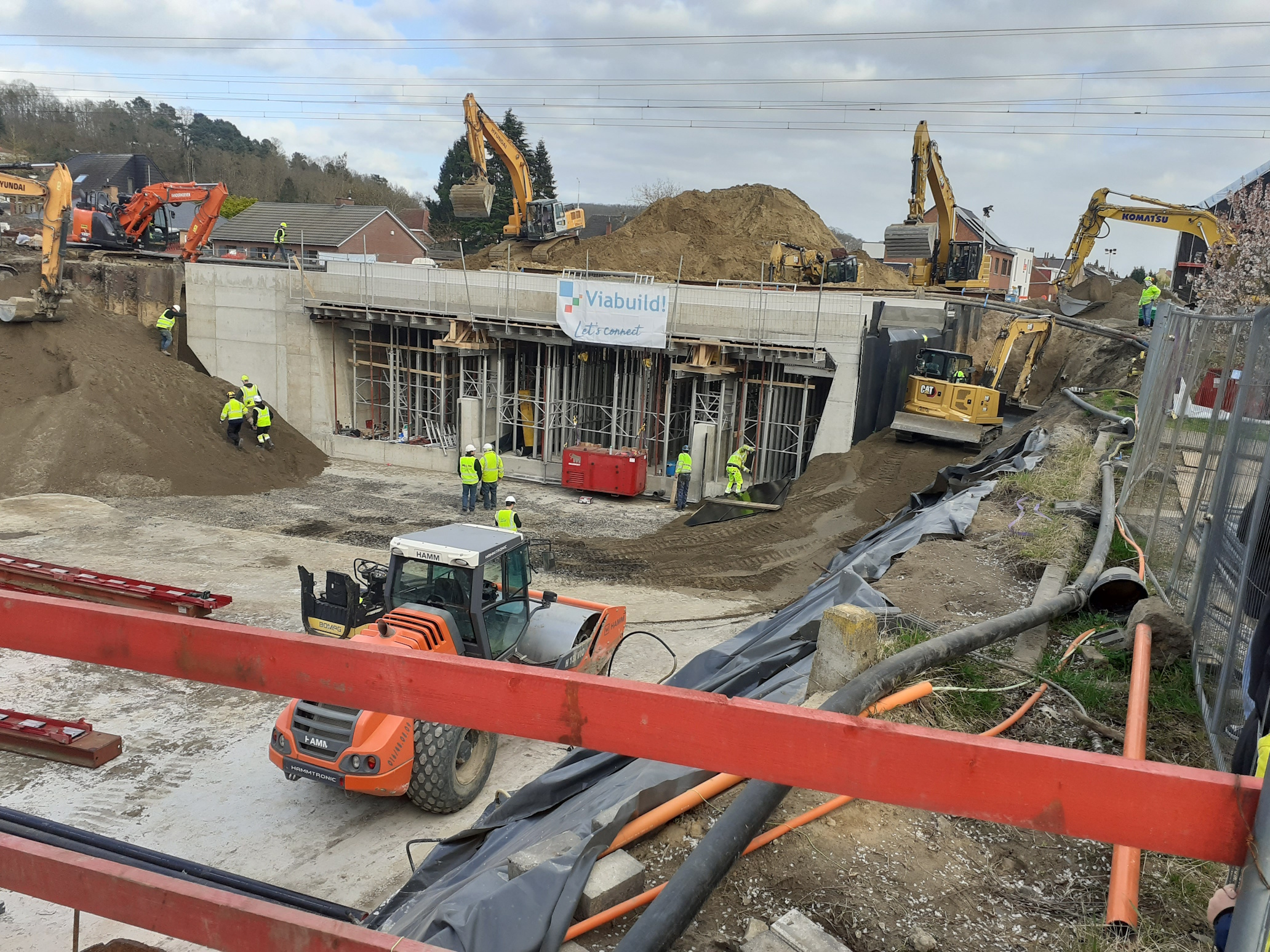
Tunnel station Wezemaal vlak na de plaatsing in maart 2025.

## Treindienst
| Serie       | Treinsoort          | Route                                                                             | Bijzonderheden                                             |
| ----------- | ------------------- | --------------------------------------------------------------------------------- | ---------------------------------------------------------- |
| IC 08       | Intercity (NMBS)    | Antwerpen-Centraal – Mechelen – Brussels Airport-Zaventem – Wezemaal – Hasselt    |                                                            |
| IC 09       | Intercity (NMBS)    | Antwerpen-Centraal – Aarschot – [ Wezemaal – Leuven – ] Hasselt – Luik-Guillemins | Rijdt in het weekend Antwerpen-Centraal - Luik-Guillemins. |
| L 2450      | L-trein (NMBS)      | Leuven – Wezemaal – Aarschot – Hasselt                                            | Rijdt niet in het weekend.                                 |
| L 2850      | L-trein (NMBS)      | Antwerpen-Centraal – Aarschot – Wezemaal – Leuven                                 |                                                            |
| P 7360/8360 | Piekuurtrein (NMBS) | Leuven – Wezemaal – Hasselt                                                       | Rijdt niet in het weekend.                                 |

## Reizigerstellingen
De grafiek en tabel geven het gemiddeld aantal instappende reizigers weer op een week-, zater- en zondag.
| Tabel: aantal instappende reizigers station Wezemaal | Tabel: aantal instappende reizigers station Wezemaal | Tabel: aantal instappende reizigers station Wezemaal | Tabel: aantal instappende reizigers station Wezemaal |
|                                                      | Weekdag                                              | Zaterdag                                             | Zondag                                               |
| ---------------------------------------------------- | ---------------------------------------------------- | ---------------------------------------------------- | ---------------------------------------------------- |
| 1977                                                 | 150                                                  | -                                                    | -                                                    |
| 1978                                                 | 150                                                  | -                                                    | -                                                    |
| 1979                                                 | 187                                                  | -                                                    | -                                                    |
| 1980                                                 | 175                                                  | 2                                                    | 6                                                    |
| 1981                                                 | 184                                                  | 6                                                    | -                                                    |
| 1982                                                 | 234                                                  | 5                                                    | -                                                    |
| 1983                                                 | 149                                                  | 2                                                    | -                                                    |
| 1984                                                 | 129                                                  | -                                                    | -                                                    |
| 1985                                                 | 174                                                  | -                                                    | -                                                    |
| 1986                                                 | 74                                                   | -                                                    | -                                                    |
| 1987                                                 | 72                                                   | -                                                    | -                                                    |
| 1988                                                 | 58                                                   | -                                                    | -                                                    |
| 1989                                                 | 55                                                   | -                                                    | -                                                    |
| 1990                                                 | 49                                                   | -                                                    | -                                                    |
| 1991                                                 | 52                                                   | -                                                    | -                                                    |
| 1992                                                 | 58                                                   | -                                                    | -                                                    |
| 1993                                                 | 79                                                   | -                                                    | -                                                    |
| 1994                                                 | 68                                                   | -                                                    | -                                                    |
| 1995                                                 | 73                                                   | -                                                    | -                                                    |
| 1996                                                 | 145                                                  | -                                                    | -                                                    |
| 1997                                                 | 190                                                  | -                                                    | -                                                    |
| 1998                                                 | 265                                                  | -                                                    | -                                                    |
| 1999                                                 | 299                                                  | -                                                    | -                                                    |
| 2000                                                 | 379                                                  | -                                                    | -                                                    |
| 2001                                                 | 361                                                  | -                                                    | -                                                    |
| 2002                                                 | 307                                                  | -                                                    | -                                                    |
| 2003                                                 | 335                                                  | 68                                                   | 40                                                   |
| 2004                                                 | 338                                                  | 96                                                   | 76                                                   |
| 2005                                                 | 383                                                  | 88                                                   | 58                                                   |
| 2006                                                 | 487                                                  | 152                                                  | 87                                                   |
| 2007                                                 | 510                                                  | 182                                                  | 101                                                  |
| 2008                                                 | -                                                    | -                                                    | -                                                    |
| 2009                                                 | 552                                                  | 168                                                  | 125                                                  |
| 2010                                                 | -                                                    | -                                                    | -                                                    |
| 2011                                                 | -                                                    | -                                                    | -                                                    |
| 2012                                                 | 562                                                  | 155                                                  | 160                                                  |
| 2013                                                 | 641                                                  | 228                                                  | 115                                                  |
| 2014                                                 | 653                                                  | 192                                                  | 186                                                  |
| 2015                                                 | 645                                                  | 170                                                  | 139                                                  |
| 2016                                                 | 778                                                  | 152                                                  | 117                                                  |
| 2017                                                 | 669                                                  | 162                                                  | 144                                                  |
| 2018                                                 | 784                                                  | 276                                                  | 214                                                  |
| 2019                                                 | 739                                                  | 301                                                  | 245                                                  |
| 2020                                                 | 455                                                  | 192                                                  | 110                                                  |
| 2021                                                 | -                                                    | -                                                    | -                                                    |
| 2022                                                 | 903                                                  | 267                                                  | 374                                                  |
| 2023                                                 | 616                                                  | 322                                                  | 266                                                  |
| 2024                                                 | 749                                                  | 348                                                  | 239                                                  |